# Listă de exonime germane ale localităților din România
Aceasta este o listă de exonime germane ale localităților din România. Pentru Transilvania este un articol separat.

## B
- Baia - Stadt Molde
- Botoșani - Botoschan, Bottuschan
- București - Bukarest

## C
- Cajvana - Keszwana, Keschwana
- Cataloi - Katalui
- Câmpulung - Langenau
- Câmpulung Moldovenesc - Kimpolung
- Ciucurova - Tschukurowa
- Constanța - Konstanz
- Costinești - Büffelbrunnen
- Craiova - Krajowa
- Curtea de Argeș - Argisch

## D
- Dragomirna - Dragomirestie
- Drobeta-Turnu Severin - Turm Severin

## F
- Făclia - Fachria
- Focșani - Fokschan

## I
- Iași - Jassy, Jassenmarkt

## M
- Milișăuți - Milleschoutz

## P
- Palazu Mare - Groß Pallas
- Pitești - Pitesk
- Poarta Albă - Alakap

## R
- Rădăuți - Radautz
- Râmnicu Sărat - Rümnick
- Roman - Romesmarkt

## S
- Schitu - Klein
- Siret - Sereth
- Suceava - Suczawa, Sotschen

## T
- Târgu Jiu - Tergoschwyl / Turgukukuli
- Târgu Ocna - Stadt Okna
- Târgoviște - Tergowiste

## V
- Vatra Dornei - Dorna Watra
- Vicovu de Sus - Ober Wikow